# Кларенс-Рокланд (Онтарио)
Кларенс-Рокланд (енгл. Clarence-Rockland) је град у Канади у покрајини Онтарио. Према резултатима пописа 2011. у граду је живело 23.185 становника.

## Становништво
Према резултатима пописа становништва из 2011. у граду је живело 23.185 становника, што је за 11,5% више у односу на попис из 2006. када је регистровано 20.790 житеља.
| 2006.  | 2011.  | 2016.  |
| ------ | ------ | ------ |
| 20.790 | 23.185 | 24.512 |